# 270
El 270 (CCLXX) fou un any comú començat en dissabte del calendari julià.

## Esdeveniments
- Bàrcino i Gerunda reedifiquen les seves muralles.

## Naixements
- Sant Jordi-270
- Nicolau de Mira-270

## Necrològiques
- Plotí
- Gener — Claudi II el Gòtic, emperador romà